# シカゴ条約
国際民間航空条約（こくさいみんかんこうくうじょうやく、英語: Convention on International Civil Aviation）は、1944年11月にアメリカ合衆国のシカゴで開催された民間航空に関する国際会議において採択された条約。通称はシカゴ条約（シカゴじょうやく、Chicago Convention）。
この会議上で国際民間航空機関（ICAO）が設立されており、2011年までに191か国が加盟している。

## 概要
民間航空機を対象として、領空主権に関して再確認すると共に、航空機の法的地位を定め、国際民間航空を能率的かつ秩序あるものにすることを目的としている。民間航空機の定期便については、ラウンド交渉ではなく二国間で条約を結んでルール化している。
第二次世界大戦中に連合国・中立国の52か国の間で結ばれた条約であり、枢軸国であった日本は1953年に加盟した。
1983年の大韓航空機撃墜事件を契機に、1984年5月10日にモントリオールにおいて臨時開催された25回会期上で改正議定書が採択されており、条約に「第3条の2」を追加した。これにより、各国が領空を飛行する不審な航空機に対しての強制着陸指示等の権利及び民間航空機はその指示に従うことの義務が確認され、同時に各国は民間航空機に対する要撃において、武器の使用を差し控え人命・航空機の安全を確保することが明示された。
2014年3月に発生したマレーシア航空370便墜落事故を契機に、2016年、ICAOは外洋上を飛行する全旅客機に対し、15分毎に位置を送信する基準を採用しており、3月、シカゴ条約Annex6の改正を承認している。2021年1月1日以降に製造された旅客機には、窮状下において、少なくとも1分に1回の位置情報を送信する自立追跡装置の搭載が義務付けられた。この他、フライトデータレコーダー（FDR）の復旧と利用を即時可能にすること、コックピットボイスレコーダー（CVR）の記録時間を25時間に延長することなども採用された。

## 附属書
国際民間航空機関が定める標準および勧告方式（SARPs）は条約の附属書として発行される。附属書には次の19がある。
- Annex1 航空従事者技能証明 Personnel Licensing
- Annex2 航空規則Rules of the Air
- Annex3 気象 Meteorological Service for International Air Navigation
- Annex4 航空図 Aeronautical Charts
- Annex5 空域通信に使用される計測単位 Unit of Measurement to be used in Air and Ground Operations
- Annex6 航空機の運航 Operation of Aircraft
  - Part.1 国際商業航空輸送 International Commercial Air Transport
  - Part.2 国際ゼネラルエヴィエイション International General Aviation
  - Part.3 国際ヘリコプター運航事業 International Operations Helicopters
- Annex7 航空機の国籍及び登録記号 Aircraft Nationality and Registration Marks
- Annex8 航空機の耐空性 Airwothiness of Aircraft
- Annex9 出入国の簡易化 Facilitation
- Annex10 航空通信 Aeronautical Telecommunications Vol.1-5
- Annex11 航空交通業務 Air Traffic Services
- Annex12 捜索救難業務 Search and Rescue
- Annex13 航空機事故調査 Aircraft Accident and Incident Investigation
- Annex14 飛行場 Aerodrome Vol.1-2
- Annex15 航空情報業務 Aeronautical Information Services
- Annex16 環境保護 Environmental Protection Vol.1-2
- Annex17 安全保障 Security
- Annex18 航空による危険物の安全輸送 Safe Transport of Dangerous Goods by Air
- Annex19 安全管理 Safety Management